# Aptos Hills-Larkin Valley, Kalifornija
Aptos Hills-Larkin Valley je naseljeno područje za statističke svrhe u američkoj saveznoj državi Kalifornija. Prema popisu stanovništva iz 2010. u njemu je živjelo 2,381 stanovnika.